# Werner Göring
Werner G. Göring (Salt Lake City, 1924) was een Amerikaanse bommenwerperpiloot en neef van de nazileider Hermann Göring. Tijdens de Tweede Wereldoorlog vloog Werner Göring 48 missies boven bezet Europa met een B-17 Flying Fortress. 

## Biografie
Werner Göring werd geboren en getogen in Salt Lake City als kind van Karl en Adele Göring. Zij waren in de beginjaren van de twintigste eeuw naar de Verenigde Staten geëmigreerd. Werner Göring was de jongere broer van Karl Göring, die geboren werd in 1913.
Werner Göring sprak vloeiend Duits en werd na een grondige controle van zijn afkomst toegelaten tot het Amerikaanse leger. Hij werd ingedeeld bij de eenheid 303rd Bombardment Group - Hell's Angels van het 8th Air Force. Deze eenheid was tijdens de Tweede Wereldoorlog gelegerd in Engeland, op de RAF-basis Molesworth. Het gegeven dat hij de neef was van de tweede man van nazi-Duitsland, werd geheim gehouden voor vrijwel iedereen. Zijn copiloot eerste luitenant Jack P. Rencher kreeg echter de uitdrukkelijke order om Werner Göring neer te schieten indien hij in Duitsland probeerde te landen. Volgens Rencher voerde Göring alle missies enthousiast uit, behalve toen hij Keulen moest bombarderen, omdat zijn grootmoeder daar woonde. Zijn laatste missie vloog hij op 28 januari 1945.

## Decoraties
- United States Air Force Pilot Badge[2]
- Distinguished Flying Cross[3]

## Lectuur
- S. Frater, Hell Above Earth: The Incredible True Story of an American WWII Bomber Commander and the Copilot Ordered to Kill Him, USA, 2012. ISBN 978-0312617929